# Hebe barkeri
Hebe barkeri là một loài thực vật thuộc họ Plantaginaceae. Đây là loài đặc hữu của New Zealand. Chúng hiện đang bị đe dọa vì mất môi trường sống.